# Procesamiento analógico de señales
El procesamiento analógico de señales (del inglés Analog signal processing) es cualquier procesamiento de la señal llevado a cabo sobre una señal analógica por «medios analógicos» (en contraposición al Procesamiento digital de señales, que se hace por «medios digitales»). Una señal analógica indica una señal que se puede representar matemáticamente por un conjunto de valores continuos. Contrariamente a una señal digital, que utiliza una serie de cantidades discretas para representar la señal. Los valores analógicos representan típicamente un voltaje, una corriente eléctrica, o una carga eléctrica en torno a los componentes de los dispositivos electrónicos. Un error o ruido que afecte estas magnitudes físicas se traducirá en el error correspondiente en las señales representadas por dichas magnitudes físicas.
Los ejemplos de procesamiento analógico de señales incluyen: el filtro pasa banda y filtro pasa bajos, entre otros filtros de señales para baja frecuencia y radio frecuencia, los controles de «volumen», «graves» y «agudos» en equipos de música, y los controles de «contraste» y «brillo» en los televisores. El procesamiento analógico de la señal incluye elementos comunes como capacitores, resistencias, inductores, transistores o circuitos integrados.

## Herramientas utilizadas
El comportamiento de un sistema puede ser modelado matemáticamente y se representa en el dominio de tiempo como h (t) y en el dominio de frecuencia como H (s), donde s es un número complejo en el formato: s = a + b, o s = a + jb (en términos de ingeniería eléctrica, se utiliza j como la unidad del número imaginario porque la corriente está representada por la variable i). Las señales de entrada se denominan normalmente x (t) o X (s) y las señales de salida y (t) o Y (s).

### Convolución
Convolución es el concepto básico en el procesamiento de la señal que señala que una señal de entrada se puede combinar con una función del sistema para encontrar la señal de salida. Es la integral del producto de dos formas de onda después de que una se ha invertido y cambiado. El símbolo de la convolución es *.
{\displaystyle Y(t)=(x*h)(t)=\int _{a}^{b}x(\tau )h(t-\tau )\,de\tau }
Esta es la integral de convolución y se utiliza para encontrar la convolución de una señal y un sistema, por regla general a = - ∞ y b = + ∞.
Consideramos dos formas de onda f y g. Al calcular la convolución, podemos determinar la cantidad en que una función g invertida debe ser cambiada a lo largo del eje «x» para convertirse en idéntica a la función f. La función de convolución esencialmente invierte y desplaza la función g en el eje, y calcula la integral del producto con f, para cada cantidad posible de desplazamiento. Cuando las funciones coinciden, el valor (f * g) se maximiza. Esto ocurre porque cuando las áreas positivas (picos) o áreas negativas (valles) se multiplican, contribuyen a la integral.

### Transformada de Fourier
La transformada de Fourier es una función que transforma una señal o sistema del dominio temporal al dominio frecuencial, pero solo funciona para ciertos casos. La restricción con la que los sistemas o las señales pueden ser transformados por la transformada de Fourier es que:
{\displaystyle \int _{-\infty }^{\infty }|x(t)|\,dt<\infty }
Esta es la integral de la transformada de Fourier:
{\displaystyle X(j\omega )=\int _{-\infty }^{\infty }x(t)e^{-j\omega t}\,dt}
La mayoría de las veces la transformada de Fourier no se calcula directamente por integración. Lo que se hace es utilizar una tabla de transformación de pares para encontrar la transformada de Fourier de una señal o sistema. La transformada inversa de Fourier se utiliza para pasar del dominio frecuencial al dominio temporal:
{\displaystyle X(t)={\frac {1}{2\pi }}\int _{-\infty }^{\infty }X(j\omega )e^{j\omega t}\,de\omega }
Cada señal o sistema que puede ser transformado tiene una única transformada de Fourier, solo hay una señal de tiempo y una señal de frecuencia que se correspondan vis a vis.

### Transformada de Laplace
La transformada de Laplace es una transformada de Fourier generalizada. Permite una transformación de cualquier sistema o señal porque es una transformada en el plano complejo en vez de la línea de jω como la transformada de Fourier. La principal diferencia es que la transformada de Laplace tiene una región de convergencia por la que la transformada es válida.
Esto implica que una señal en el dominio frecuencial puede tener más de una señal en el dominio temporal, la señal de tiempo correcto para la transformación está determinado por la región de convergencia. Si la región de convergencia incluye el eje jω, se puede ser sustituido en la transformada de Laplace por jω y es la misma que la transformada de Fourier.
La transformada de Laplace es:
{\displaystyle X(s)=\int _{-\infty }^{\infty }x(t)e^{-st}\,dt}
y la transformada inversa de Laplace es:
{\displaystyle x(t)={\frac {1}{2\pi }}\int _{-\infty }^{\infty }X(s)e^{st}\,ds}

### Diagrama de Bode
Los Diagrama de Bode son diagramas de "magnitud vs. Frecuencia" y "fase vs. Frecuencia" de un sistema. El eje de magnitud en decibelios (dB). El eje de fase en grados o radianes. Los ejes de frecuencias están en una escala logarítmica.
Son útiles porque para entradas sinusoidales, la salida es la entrada multiplicada por el valor del diagrama de magnitud en una frecuencia y desplazado por el valor de diagrama de fase en dicha frecuencia.

## Dominios

### Dominio temporal
Este es el dominio con que la mayoría de la gente es familiar. Un diagrama en el dominio temporal muestra la amplitud de la señal con respecto al tiempo.

### Dominio frecuencial
Un diagrama en el dominio de frecuencia muestra o el cambio de fase o la magnitud de una señal a cada frecuencia en la que es que existe. Estos se pueden encontrar mediante la transformada de Fourier de una señal de tiempo y se trazan de manera similar a un diagrama de Bode.

## Señales
Dado que cualquier señal puede ser utilizado en un "procesamiento analógico de señales", hay muchos tipos de señales que se utilizan frecuentemente.

### Sinusoides
sinusoides son el pilar fundamental del "procesamiento analógico de señales". Todas las señales del mundo real se pueden representar como una suma infinita de funciones sinusoidales a través de una serie de Fourier. Una función sinusoidal puede ser representada en términos de un exponencial para la aplicación de la Fórmula de Euler.

### Impulsos
Un impulso (función delta de Dirac) se define como una señal que tiene una magnitud infinita y un ancho infinitesimalmente estrecho con un área uno, centrado en cero. Un impulso puede ser representado como una suma infinita de sinusoides que incluye todas las frecuencias posibles. En realidad no es posible generar tal señal, y una aproximación sería de tanta amplitud que probablemente destruiría el sistema. Por esta razón se utiliza una señal en escalón, que es la integral del impulso. En sistemas lineales, la salida debida al escalón será la integral de la salida debida al impulso.
El símbolo de un impulso es δ (t). Si un impulso se utiliza como entrada a un sistema, la salida se conoce como la respuesta impulsional. La respuesta impulsional define el sistema, ya que todas las frecuencias posibles se representan en la entrada.

### Peldaños
Una función escalón unitario, también llamada función unitaria de Heaviside, es una señal que tiene una magnitud de cero antes de cero y de una magnitud de un después de cero. El símbolo para un escalón unitario es de u (t). Si se utiliza como entrada a un sistema, la salida se llama la respuesta al escalón. La respuesta al escalón muestra como un sistema responde a una entrada repentina, similar a la de cerrar un interruptor. El período anterior a que la salida se estabilice se llama la parte transitoria de una señal. El escalón se puede multiplicar con otras señales para amojonar-en el tiempo.
La función escalón unitario está relacionada con la función delta de Dirac por;
{\displaystyle \mathrm {u} (t)=\int _{-\infty }^{t}\delta (\tau )d\tau }

## Sistemas

### Lineales e invariantes en el tiempo (LTI)
Linealidad quiere decir que si se tienen dos entradas y dos salidas correspondientes, y se toma una combinación lineal de las dos entradas, se obtendrá una combinación lineal de las salidas. Un ejemplo de sistema lineal de primer orden es un filtro pasa bajo o filtro pasa alto. Los sistemas lineales se hacen a partir de dispositivos analógicos que demuestran propiedades lineales. Estos dispositivos no tienen que ser totalmente lineales, pero deben tener una región de operación que sea lineal.
Un amplificador operacional es un dispositivo no lineal, pero tiene una región de operación que es lineal, de manera que se puede modelar como lineal dentro de esta región de trabajo. "Invariancia en el tiempo" quiere decir que se obtiene la misma salida, no importa cuando se inicie el sistema.
Por ejemplo, si se tiene un sistema y se pone una entrada hoy, se obtendrá el mismo resultado si se inicia el sistema mañana en lugar de hoy. No hay ningún sistema real "LTI", pero muchos sistemas se pueden modelar como LTI por la simplicidad en la determinación de cuál será su salida. Todos los sistemas tienen cierta dependencia de factores como la temperatura, nivel de señal u otros factores que hacen que no sean lineales o "invariantes en el tiempo", pero la mayoría son lo suficientemente estables como para ser modelados como LTI.
La "linealidad" y la "invariancia en el tiempo" son importantes porque son los únicos tipos de sistemas que se pueden resolver fácilmente mediante métodos convencionales de "procesamiento analógico de señales". Una vez el sistema se convierte en no lineal o en no invariante en el tiempo, se convierte en un problema de ecuaciones diferenciales no lineales, y hay muy pocos que puedan ser resueltos.

### Radio y televisión
Algunos sistemas comunes utilizados en la vida cotidiana son los filtros, radio AM/FM, guitarras eléctricas y amplificadores de instrumentos musicales. Los filtros se utilizan en casi todo lo que tiene un circuito electrónico. La radio y la televisión son buenos ejemplos de usos cotidianos de los filtros. Cuando se cambia de canal en un televisor analógico o una radio, se utiliza un filtro analógico para seleccionar la frecuencia de la portadora de la señal de entrada. Una vez está aislado, se utiliza la información de la emisión de televisión o de radio para formar la imagen y/o el sonido.

### Guitarra eléctrica
Otro sistema analógico común es una guitarra eléctrica y su amplificador. La guitarra utiliza un imán con una bobina enrollada alrededor de él (inductor) para convertir la vibración de las cuerdas en una pequeña corriente eléctrica. La corriente se filtra, se amplifica y se envía al altavoz del amplificador.
La mayoría de los amplificadores de guitarra son analógicos no solo porque son más fáciles y baratos de producir frente a un amplificador digital, sino porque al realizar la conversión analógico a digital la señal pierde parte del espectro lo que reduce el cuerpo de la señal. También hay muchos pedales de efectos analógicos de guitarra, aunque un gran número de pedales son ahora digitales (convierten la corriente de entrada en un valor digital, realizar una operación sobre él, ya continuación lo convierten de nuevo en una señal analógica).